# Kang Sok-ju

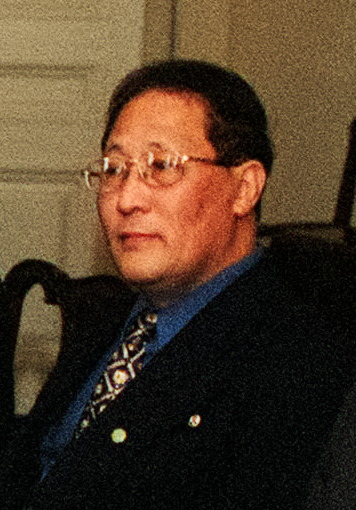
Kang Sok-ju

Kang Sok-ju (* 29. August 1939 im Landkreis P'yŏngwŏn-gun, P’yŏngan-namdo; † 20. Mai 2016) war ein nordkoreanischer Politiker.

## Leben
Kang Sok-ju studierte an der Pjöngjanger Universität für Internationale Beziehungen Französisch. Zudem besuchte er mehrere Jahre eine Hochschule in der Volksrepublik China. Seine Diplomatenkarriere begann er in der außenpolitischen Abteilung beim Zentralkomitee der Partei der Arbeit Koreas. Er arbeitete hier bereits mit dem späteren Außenminister Kim Yong-nam zusammen.
Im März 1984 folgte Kang seinem früheren Vorgesetzten Kim Yong-nam ins Außenministerium und wurde hier einer der Stellvertreter des Ministers. Ab Juni 1986 war er erster stellvertretender Außenminister. Im November desselben Jahres wurde er in die Oberste Volksversammlung gewählt, deren Abgeordneter er bis zu seinem Tod war. Seit Dezember 1991 war Kang Mitglied des Zentralkomitees der Partei der Arbeit Koreas. Weil Kang Entscheidungen ohne Rücksprache mit der Staats- und Parteiführung getroffen hatte, wurde er Anfang der 1990er Jahre zur Haft in einem Umerziehungslager verurteilt. 
Im Juli 1994 war er nach dem Tod des Staatschefs Kim Il-sung an der Organisation der Trauerfeierlichkeiten beteiligt. Nach dem Tod des langjährigen nordkoreanischen Chefdiplomaten Paek Nam-sun Anfang Januar 2007 übte er für einige Monate kommissarisch das Amt des Außenministers aus, bis im Mai 2007 Pak Ui-chun zum neuen Außenminister ernannt wurde.
Seinen ersten Auftritt auf internationalem Parkett hatte Kang Sok-ju 1990 bei Gesprächen zwischen Nordkorea und den USA über das nordkoreanische Atomprogramm. Er galt seitdem als Experte des Außenministeriums für die Beziehungen zu den Vereinigten Staaten. 1991 hielt er aus Anlass der Aufnahme beider koreanischer Staaten in die Vereinten Nationen eine Rede vor der UN-Vollversammlung. 1993 nahm er an den Gesprächen zwischen Nordkorea und den USA teil und war auch beim Besuch des ehemaligen US-Präsidenten Jimmy Carter 1994 in Pjöngjang dabei. Als Chefunterhändler und Vertreter Nordkoreas unterzeichnete er im Oktober 1994 das Genfer Rahmenabkommen zwischen seinem Land und den USA zur Atomwaffenfrage.
1999 empfing Kang den früheren US-Verteidigungsminister William Perry in Pjöngjang zu Gesprächen. Auch mit anderen US-Politikern führte er Gespräche in Pjöngjang, so mit den Kongressabgeordneten Bill Richardson und Tony Hall sowie mit dem ehemaligen US-Botschafter in Seoul, James Laney. Im Jahr 2000 reiste Kang mit dem nordkoreanischen Sondergesandten Jo Myong-rok zu einem Arbeitsgespräch mit dem Ziel der Verbesserung der bilateralen Beziehungen nach Washington. 2001 begleitete er den damaligen Staatschef Kim Jong-il auf seinem Staatsbesuch in Moskau. Kang galt als enger Mitarbeiter Kim Jong-ils. In den folgenden Jahren war er auch maßgeblich an den Sechs-Parteien-Gesprächen, den Verhandlungen über Nordkoreas Kernwaffenprogramm, beteiligt. Kang gab noch vor 2011 unter Kim Jong Il den Anstoss für einen inoffiziellen Dialog mit europäischen ehemaligen Diplomaten wie Franz von Däniken oder Wolfgang Nowak. 2012 und 2013 fanden in dem ansonsten isolierten Land Treffen statt, auch kamen Nordkoreaner mit Kang nach Brüssel, Deutschland und in die Schweiz. Nowak sprach von sieben Reisen nach Nordkorea bis ins Jahr 2017. Nach dem Tod Kangs sei der Dialog aber aus der Schweizer Sichtweise nicht mehr in die Gänge gekommen.
Kang erlag im Mai 2016 einem Speiseröhrenkrebsleiden.
Kangs Bruder leitet eine Arbeitsstelle zur Erforschung der Geschichte der Partei der Arbeit Koreas.